# Ористано (провінція)
Провінція Ористано (італ. Provincia di Oristano) — провінція в Італії, у регіоні Сардинія.
Площа провінції — 3 040 км², населення — 164 887 осіб.
Столицею провінції є місто Ористано.

## Географія

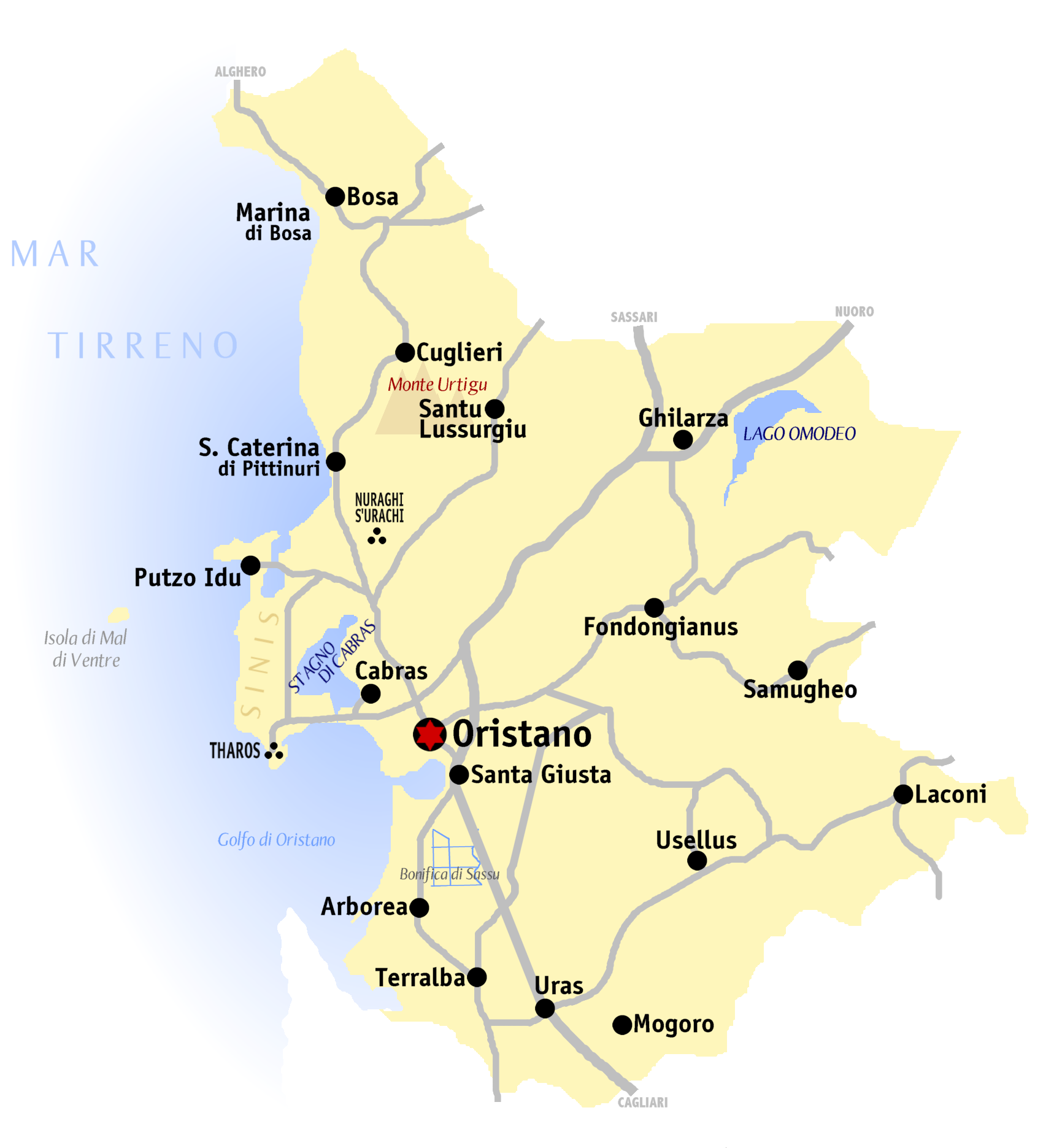
Мапа провінції

## Основні муніципалітети
Найбільші за кількістю мешканців муніципалітети (ISTAT):
- Ористано — 32.618 осіб
- Терралба — 10.346 осіб
- Кабрас — 9.041 осіб
- Боза — 8.081 осіб
- Маррубіу — 5.049 осіб
- Санта-Джуста — 4.801 осіб
- Гіларца — 4.723 осіб
- Могоро — 4.585 осіб
- Арбореа — 3.976 осіб
- Самугео — 3.322 осіб
- Урас — 3.031 осіб
- Кульєрі — 3.028 осіб
- Аббазанта — 2.883 осіб
- Сан-Ніколо-д'Арчідано — 2.880 осіб
- Санту-Луссурджу — 2.530 осіб
- Сан-Веро-Міліс — 2.521 осіб
- Соларусса — 2.509 осіб